# Johannes Philoponos
Johannes Philoponos (engl. und lat. auch: Philoponus; * ca. 490 in Alexandria; † ca. 575) war ein spätantiker christlicher Philosoph und Naturwissenschaftler. Sein Beiname Philoponos bedeutet „der Arbeitsliebende“ und bezeichnet entweder seinen persönlichen Fleiß oder seine Zugehörigkeit zu einer Bruderschaft von christlichen Laienmitarbeitern, den „Philoponoi“. Er war auch als „der Grammatiker“ bekannt, ein Beiname, den er selbst verwendete. In Handschriften seiner Werke wird er auch „Johannes von Alexandria“ genannt.

## Leben
Über das Leben des Philoponos ist wenig bekannt. Er war von Geburt an Christ, lebte in Alexandria und studierte dort ab etwa 510 bei dem paganen Neuplatoniker Ammonios Hermeiou, der im Gegensatz zu den Neuplatonikern der Athener Schule auch christliche Schüler annahm. Nach dem Tod des Ammonios (um 520) bearbeitete er dessen Aristoteles-Kommentare. Wahrscheinlich war er, wie seine Selbstbezeichnung andeutet, Grammatiklehrer. Als die neuplatonische Schule in Athen, die an die Tradition der Platonischen Akademie anknüpfte, auf Befehl Kaiser Justinians im Jahr 529 geschlossen wurde, griff einer der dortigen Lehrer, der Philosoph Simplikios, Philoponos im Rahmen einer antichristlichen Polemik schriftlich direkt an, und Johannes argumentierte in einer Streitschrift gegen die neuplatonische Annahme einer Ewigkeit der Welt für die christliche Weltschöpfungslehre.

## Werke

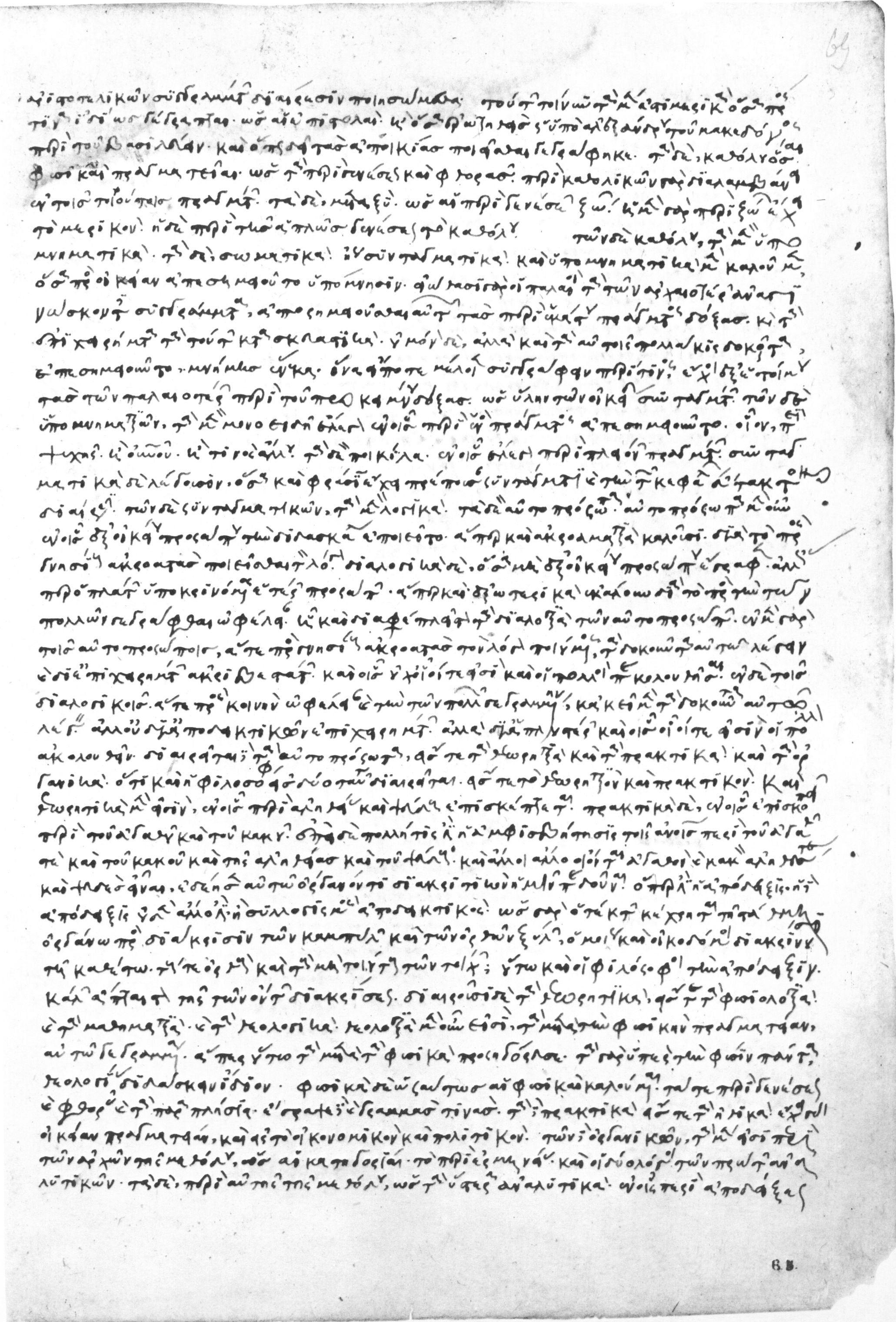
Der Kommentar des Philoponos zu den Kategorien des Aristoteles in der 1272 geschriebenen Handschrift Mailand, Biblioteca Ambrosiana, D 54 sup., fol. 65r

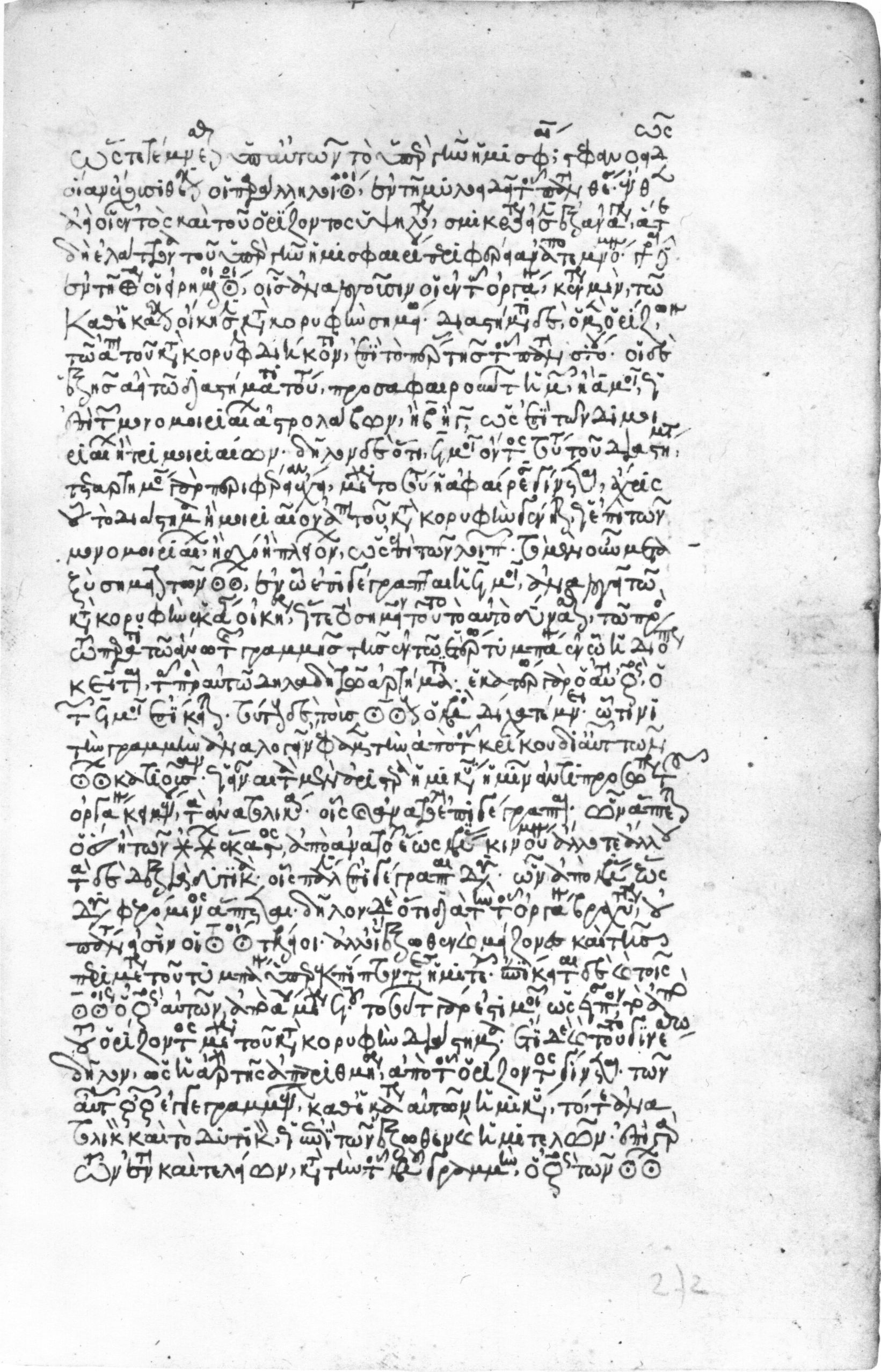
Philoponos, De usu astrolabii eiusque constructione in der 1381/1382 geschriebenen Handschrift Florenz, Biblioteca Medicea Laurenziana, Plut. 28,16, fol. 272r

In der ersten Phase seiner schriftstellerischen Tätigkeit (bis in die 530er Jahre) schrieb Philoponos vorwiegend Kommentare zu Werken des Aristoteles. Er kommentierte De anima, die Kategorien, De generatione et corruptione, die Physik, die Analytica priora, die Analytica posteriora und die Meteorologica. Gegen die aristotelische, auch von Neuplatonikern vertretene Lehre von der Ewigkeit der Welt wandte er sich in zwei Streitschriften; die erste, „Über die Ewigkeit der Welt gegen Proklos“, entstand 529, die zweite, „Über die Ewigkeit der Welt gegen Aristoteles“, ist nur fragmentarisch erhalten.
In der zweiten Phase, etwa ab der Jahrhundertmitte, widmete sich Philoponos vorwiegend theologischen Themen. Zu seinen theologischen Werken gehören die 557/560 entstandene Schrift „Über die Erschaffung der Welt“ (De opificio mundi, ein Kommentar zum Hexaemeron), Diaitetes (lateinisch Arbiter), Tmemata, ein Brief an Kaiser Justinian, „Über Ostern“, „Über die Dreifaltigkeit“ und „Über die Auferstehung“.

## Lehre
In seinen Schriften zu Aristoteles setzt sich Philoponos kritisch-argumentativ mit dem Aristotelismus auseinander. Das Verständnis seiner Darlegungen wird durch den Umstand erschwert, dass er sich nicht immer klar dahingehend äußert, welche Positionen er von welchen Philosophen (vielleicht auch nur temporär, um sie später zu widerlegen) übernimmt und welchen Thesen er explizit widerspricht.
In der Forschung umstritten ist die Frage, inwieweit eine Entwicklung seiner Philosophie anzunehmen ist, die vom Neuplatonismus und neuplatonischen Aristoteles-Verständnis zu einer Betonung spezifisch christlicher Lehren in scharfer Abgrenzung von damit unvereinbaren nichtchristlichen Auffassungen führte. Während manche Forscher, darunter Richard Sorabji und Clemens Scholten, den Kontinuitätsaspekt betonen und schon die frühen Aristoteles-Kommentare als christlich geprägt betrachten, sieht Koenraad Verrycken einen „radikalen Bruch“ im Leben und Werk des Philoponos, den er in die Zeit der Schließung der neuplatonischen Schule in Athen 529 datiert. Vor 529 habe Philoponos im Wesentlichen die neuplatonische Kosmologie und Ontologie seines Lehrers Ammonios vertreten; er sei „Neuplatoniker im Vollsinn des Wortes“ gewesen. Damals habe er sich im Sinne des Ammonios um eine Harmonisierung von Platon und Aristoteles bemüht und Aristoteles neuplatonisch ausgelegt. In Aristoteles habe er einen Platoniker gesehen, der sich nur gegen Fehldeutungen von Platons authentischer Lehre zur Wehr setzte. Die komplexe Lehre des prominenten Neuplatonikers Proklos von der intelligiblen Welt habe Philoponos wie Ammonios vereinfacht. Dann habe er jedoch 529 eine abrupte Wende vollzogen, die wahrscheinlich opportunistisch motiviert gewesen sei; fortan habe er in entschiedener Abgrenzung vom Neuplatonismus eine dezidiert christliche Philosophie vertreten.
Verrycken stützt seine Auffassung auf Forschungsergebnisse, die auf eine nach 529 erfolgte Überarbeitung des Physik-Kommentars deuten. Er kommt zum Ergebnis, dass die Aristoteles-Kommentare in zwei Gruppen einzuteilen sind. Die eine Gruppe umfasst Kommentare, die Philoponos nicht nennenswert überarbeitete, sondern in ihrer vor 529 entstandenen Fassung beließ. Die andere Gruppe (Physik, Analytica posteriora, Meteorologica) bearbeitete er: im Physik-Kommentar fügte er die Bestreitung der Lehre von der Ewigkeit der Welt ein, ließ aber andere Stellen, an denen die Ewigkeitslehre verteidigt wird, unverändert. Im Kommentar zu den Analytica posteriora fügte er Passagen ein, die sich gegen Positionen seines Lehrers Ammonios richten. Im Rahmen seiner Abwendung vom Neuplatonismus des Ammonios gab er die Harmonisierung von Platon und Aristoteles auf und spielte nunmehr im Rahmen seiner christlichen Philosophie Platon gegen Aristoteles aus. Zu diesem Zweck deutete er den Schöpfungsmythos in Platons Dialog Timaios buchstäblich und machte so Platon zu einem Verbündeten im Kampf für die christliche Schöpfungslehre; Platon habe eine theistische Gottesvorstellung vertreten und die Materie als in der Zeit geschaffen betrachtet. Hinsichtlich der Ideenlehre betonte er nun – historisch korrekt – den Gegensatz zwischen Platonismus und Aristotelismus und wies darauf hin, dass Aristoteles die Ideenlehre grundsätzlich verwarf und sich nicht nur von Fehldeutungen distanzieren wollte.
Philoponos kritisierte die Bewegungslehre des Aristoteles und ersetzte sie durch seine Impetustheorie.
Eingehend setzte sich Philoponos ab den 550er Jahren mit der damals kontrovers diskutierten christologischen Problematik, der Frage nach der göttlichen und der menschlichen Natur Christi, auseinander. Dabei vertrat er eine „miaphysitische“ Position, einen gemäßigten Monophysitismus oder – nach seinem eigenen Verständnis – Miaphysitismus, das heißt die Vereinigung der beiden Naturen in Christus zu einer einzigen Natur (mía phýsis), wobei der Unterschied zwischen den beiden Naturen aber nicht verschwindet.

## Rezeption
Von der orthodoxen Reichskirche wurde Philoponos 680/81 als monophysitischer Häretiker verurteilt, was eine weitere Rezeption seiner theologischen Werke verhinderte.
Die Aristoteleskommentare des Philoponos übten noch auf das philosophische Denken im Byzantinischen Reich, in Bagdad und später in Westeuropa Einfluss aus. So wurde beispielsweise sein Kommentar zur aristotelischen Physik unter anderem von dem arabischen Philosophen Ibn Bagga im 12. Jahrhundert benutzt. In der Frühen Neuzeit kamen seinen Korrekturen der aristotelischen Physik im Rahmen der damaligen physikalischen Theorien große Bedeutung zu.

## Textausgaben (teilweise mit Übersetzung)
- Ioannis Philoponi (olim Ammonii) in Aristotelis categorias commentarium, hrsg. Adolf Busse, Reimer, Berlin 1898 (Commentaria in Aristotelem Graeca 13/1)
- Ioannis Philoponi in Aristotelis analytica priora commentaria, hrsg. Max Wallies, Reimer, Berlin 1905 (Commentaria in Aristotelem Graeca 13/2)
- Ioannis Philoponi in Aristotelis analytica posteriora commentaria cum anonymo in librum II, hrsg. Max Wallies, Reimer, Berlin 1909 (Commentaria in Aristotelem Graeca 13/3)
- Ioannis Philoponi in Aristotelis meteorologicorum librum primum commentarium, hrsg. Michael Hayduck, Reimer, Berlin 1901 (Commentaria in Aristotelem Graeca 14/1)
- Ioannis Philoponi in Aristotelis libros de generatione et corruptione commentaria, hrsg. Girolamo Vitelli, Reimer, Berlin 1897 (Commentaria in Aristotelem Graeca 14/2)
- Ioannis Philoponi in Aristotelis de anima libros commentaria, hrsg. Michael Hayduck, Reimer, Berlin 1897 (Commentaria in Aristotelem Graeca 15)
- Ioannis Philoponi in Aristotelis physicorum libros tres priores commentaria, hrsg. Girolamo Vitelli, Reimer, Berlin 1887 (Commentaria in Aristotelem Graeca 16)
- Ioannis Philoponi in Aristotelis physicorum libros quinque posteriores commentaria, hrsg. Girolamo Vitelli, Reimer, Berlin 1888 (Commentaria in Aristotelem Graeca 17)
- Johannes Philoponos: De opificio mundi. Über die Erschaffung der Welt, übersetzt und eingeleitet von Clemens Scholten, 3 Bände, Herder, Freiburg 1997 (Fontes Christiani 23) (griechischer Text nach der Ausgabe von Walther Reichardt 1897 und deutsche Übersetzung)
- Johannes Philoponos: De aeternitate mundi. Über die Ewigkeit der Welt, übersetzt und eingeleitet von Clemens Scholten, 5 Bände, Brepols, Turnhout 2009–2011 (Fontes Christiani 64) (griechischer Text nach der Ausgabe von Rabe 1899 und deutsche Übersetzung)
- Johannes Philoponos: De usu astrolabii eiusque constructione. Über die Anwendung des Astrolabs und seine Anfertigung, hrsg. Alfred Stückelberger, de Gruyter, Berlin 2015, ISBN 978-3-11-040221-6 (kritische Edition mit Übersetzung und Erläuterungen)
- Jean Philopon: Traité de l'astrolabe, hrsg. Claude Jarry, CUF, série grecque, Les Belles Lettres, Paris, 2015, ISBN 9782251005966 (kritische Edition mit griechischem Text und französischer Übersetzung und Erläuterungen).

## Übersetzungen
deutsch
- Johannes Philoponos, Grammatikos von Alexandrien (6. Jh. n. Chr.): Ausgewählte Schriften, hrsg. Walter Böhm, Schöningh, München 1967, ISBN 3-506-71250-0

englisch
- Philoponus: On Aristotle, Categories 1–5, with Philoponus: A Treatise Concerning the Whole and the Parts, übers. von Riin Sirkel, Martin Tweedale, John Harris, Daniel King, Bloomsbury, London 2015, ISBN 978-1-4725-8410-6
- Philoponus: On Aristotle, Meteorology 1.1-3, übers. von Inna Kupreeva, Bloomsbury, London 2014, ISBN 978-1-4725-5821-3
- Philoponus: On Aristotle, Meteorology 1.4-9,12, übers. von Inna Kupreeva, Bloomsbury, London 2014, ISBN 978-1-4725-5820-6
- Philoponus: On Aristotle, On the Soul 1.1-2, übers. von Philip J. van der Eijk, Duckworth, London 2005, ISBN 0-7156-3306-6
- Philoponus: On Aristotle, On the Soul 1.3-5, übers. von Philip J. van der Eijk, Duckworth, London 2006, ISBN 0-7156-3307-4
- Philoponus: On Aristotle, On the Soul 2.1-6, übers. von William Charlton, Duckworth, London 2005, ISBN 0-7156-3235-3
- Philoponus: On Aristotle, On the Soul 2.7-12, übers. von William Charlton, Duckworth, London 2005, ISBN 0-7156-3305-8
- Philoponus: On Aristotle on the Intellect (de Anima 3.4-8), übers. von William Charlton, 2. Auflage, Bloomsbury, London 2014, ISBN 978-1-78093-437-2
- Philoponus: On Aristotle's "On the Soul 3.1-8", übers. von William Charlton, Cornell University Press, Ithaca (New York) 2000, ISBN 0-8014-3688-5
- Philoponus: On Aristotle's "On the Soul 3.9-13", with Stephanus: On Aristotle's "On Interpretation", übers. von William Charlton, Cornell University Press, Ithaca (New York) 2000, ISBN 0-8014-3795-4
- Philoponus: On Aristotle, Physics 1.1-3, übers. von Catherine Osborne, Duckworth, London 2006, ISBN 0-7156-3409-7
- Philoponus: On Aristotle, Physics 1.4-9, übers. von Catherine Osborne, Duckworth, London 2009, ISBN 978-0-7156-3787-6
- Philoponus: On Aristotle, Physics 2, übers. von Alan R. Lacey, Duckworth, London 1993, ISBN 0-7156-2433-4
- Philoponus: On Aristotle, Physics 3, übers. von Mark J. Edwards, Duckworth, London 1994, ISBN 0-7156-2616-7
- Philoponus: On Aristotle, Physics 4.6-9, übers. von Pamela Huby, Bloomsbury, London 2014, ISBN 978-1-4725-3916-8
- Philoponus: On Aristotle, Physics 5-8, with Simplicius, On Aristotle on the Void, übers. von Paul Lettinck und James O. Urmson, Duckworth, London 1994, ISBN 0-7156-2493-8
- Philoponus: On Aristotle, Posterior Analytics 1.1-8, übers. von Richard McKirahan, Duckworth, London 2008, ISBN 978-0-7156-3667-1
- Philoponus: On Aristotle, On Coming-to-Be and Perishing 1.1-5, übers. von Christopher J. F. Williams, 2. Auflage, Bloomsbury, London 2013, ISBN 978-0-7156-2852-2
- Philoponus: On Aristotle, On Coming-to-Be and Perishing 1.6-2.4, übers. von Christopher J. F. Williams, Duckworth, London 1999, ISBN 0-7156-2854-2
- Philoponus: On Aristotle, On Coming-to-Be and Perishing 2.5-11, übers. von Inna Kupreeva, Duckworth, London 2005, ISBN 0-7156-3304-X
- Philoponus: Against Aristotle, on the Eternity of the World, übers. von Christian Wildberg, Cornell University Press, Ithaca (New York) 1987, ISBN 0-8014-2052-0
- Philoponus: Against Proclus, On the Eternity of the World 1-5, übers. von Michael Share, Duckworth, London 2004, ISBN 0-7156-3233-7
- Philoponus: Against Proclus's "On the Eternity of the World 6-8", übers. von Michael Share, Cornell University Press, Ithaca (New York) 2005, ISBN 0-8014-4217-6
- Philoponus: Against Proclus, On the Eternity of the World 12-18, übers. von James Wilberding, Duckworth, London 2006, ISBN 0-7156-3410-0
- Philoponus: Corollaries on Place and Void, with Simplicius: Against Philoponus on the Eternity of the World, übers. von David J. Furley und Christian Wildberg, Duckworth, London 1991, ISBN 0-7156-2250-1

lateinisch (mittelalterlich)
- Jean Philopon: Commentaire sur le De Anima d'Aristote. Traduction de Guillaume de Moerbeke, hrsg. Gérard Verbeke, Publications Universitaires de Louvain, Louvain 1966 (Corpus Latinum commentariorum in Aristotelem Graecorum 3)

lateinisch (humanistisch)
- Johannis Philoponi commentariae annotationes in libros priorum resolutivorum Aristotelis, übersetzt von Guillelmus Dorotheus, mit Einleitung von Koenraad Verrycken und Charles Lohr, Frommann-Holzboog, Stuttgart-Bad Cannstatt 1994, ISBN 3-7728-1224-4 (Neudruck der Ausgabe Venedig 1541; Commentaria in Aristotelem Graeca: Versiones latinae temporis resuscitatarum litterarum 4)
- Johannis Philoponi commentaria in libros posteriorum Aristotelis, übersetzt von Andreas Gratiolus und Philippus Theodosius, mit Einleitung von Koenraad Verrycken und Charles Lohr, Frommann-Holzboog, Stuttgart-Bad Cannstatt 1995, ISBN 3-7728-1225-2 (Neudruck der Ausgabe Venedig 1542; Commentaria in Aristotelem Graeca: Versiones latinae temporis resuscitatarum litterarum 5)
- Johannis Philoponi commentaria in libros de generatione et corruptione Aristotelis, übersetzt von Hieronymus Bagolinus, mit Einleitung von Frans A.J. de Haas, Frommann-Holzboog, Stuttgart-Bad Cannstatt 2004, ISBN 3-7728-1231-7 (Neudruck der Ausgabe Venedig 1558; Commentaria in Aristotelem Graeca: Versiones latinae temporis resuscitatarum litterarum 10)
- Johannis Philoponi commentaria in libros physicorum, übersetzt von Guillelmus Dorotheus, hrsg. Charles Lohr, Minerva, Frankfurt a. M. 1984, ISBN 978-3-86598-150-9 (Neudruck der Ausgabe Venedig 1554; Commentaria in Aristotelem Graeca: Versiones latinae 5A)